# Fermi-Blase

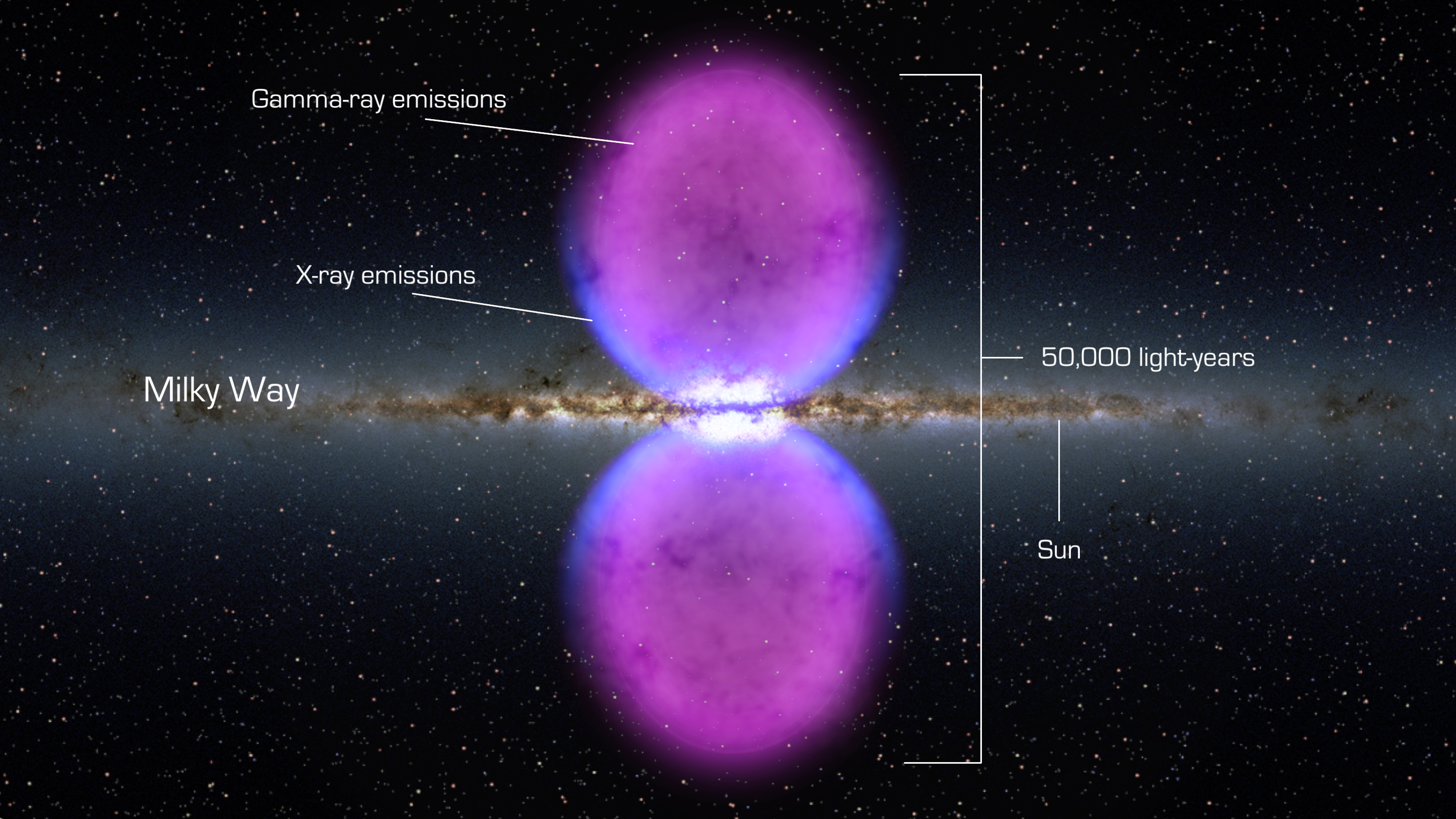
Fermi-Blasen (künstlerische Darstellung).
Quelle: NASA

Die Fermi-Blasen (nach dem Gammastrahlungssatelliten Fermi Gamma-ray Space Telescope, mit dessen Large Area Telescope sie entdeckt wurden) sind sphärische Strukturen, die im Spektralbereich der Gammastrahlung beobachtbar sind. Ihr Durchmesser beträgt jeweils etwa 55° nördlich und südlich der Ebene der Milchstraße. Die beiden Blasen „stehen“ senkrecht auf dieser Ebene, sind zentriert auf das gravitative Zentrum unserer Galaxie und zeigen einen von der diffusen Gammastrahlung abweichenden Spektralindex von −2.
Die Entdeckung erfolgte durch Douglas Finkbeiner, Meng Su und Tracy Slatyer, die dafür 2014 den Bruno-Rossi-Preis erhielten. Tracy Slatyer, damals Doktorandin von Finkbeiner, wurde dafür und für andere Beiträge 2021 mit dem New Horizons in Physics Prize ausgezeichnet.

## Beschreibung
Die Fermi-Blasen wurden zuerst im Jahre 2010 beschrieben als eine nebulöse Struktur ober- und unterhalb der Milchstraßenebene im Bereich zwischen 100 MeV und 100 GeV. Die Strukturen wurden später auch in den Spektralbereichen der Mikrowellen in den Daten des WMAP-Satelliten und der Röntgenstrahlung aus der ROSAT-Durchmusterung entdeckt. Ähnliche blasenartige Strukturen sind um die Galaxien Centaurus A, M82 sowie möglicherweise M31 beobachtet worden.
Hypothesen zur Entstehung der Fermi-Blasen sehen die Ursache der Gammastrahlung
- in der Beschleunigung kosmischer Strahlung bei einem AGN-Ausbruch in dem zentralen massiven Schwarzen Loch Sagittarius A*
- durch einen Starburst im Zentrum der Milchstraße oder
- in einer Akkumulation kosmischer Strahlung durch Supernovae in Sternentstehungsgebieten.

Im letzten Fall wäre eine magnetische Struktur außerhalb der Milchstraßenebene erforderlich, um die kosmische Strahlung einzufangen. Es ist bisher nicht bekannt, ob die Gammastrahlung durch eine Wechselwirkung von Hadronen mit dem interstellaren Gas oder durch Inverse Compton-Streuung von hochenergetischen Elektronen mit dem interstellaren Strahlungsfeld entsteht.